# کوپانوفکا
کوپانوفکا (به لاتین: Kopanovka) یک منطقهٔ مسکونی در روسیه است که در استان آستراخان واقع شده‌است.